# Mouila
Mouila is een stad (milieu urbain, ville) en gemeente (commune) in Gabon en is de hoofdplaats van de provincie Ngounié.
Mouila telt 36.000 inwoners.

## Geboren
- François Bozizé (1946), president van de Centraal-Afrikaanse Republiek (2003-2013)